# The Lair (película)
The Lair es una película británica de acción y terror de 2022.

## Sinopsis
Cuando una piloto de la Royal Air Force, Sinclair, es derribada sobre Afganistán, encuentra refugio en un búnker subterráneo donde se despiertan criaturas mortales mitad humanas, mitad alienígenas.

## Reparto
- Charlotte Kirk como Kate Sinclair
- Jamie Bamber como Roy Finch
- Jonathan Howard como Tom Hook
- Hadi Khanjanpour como Kabir Abdul Rahimi

## Recepción
Variety escribió: "No hay ningún momento aburrido, aunque tampoco ninguno realmente memorable. Es una película más agitada que emocionante, y mucho menos aterradora. Pero avanza a un ritmo rápido que da fe de la habilidad del director para escenificar y marcar el ritmo de la acción salpicada." Noel Murray de Los Angeles Times escribió: "The Lair no termina tan espectacularmente como comienza, pero eso simplemente significa que es una buena película de género y no una gran película".